# Casper de Vries
Casper de Vries (Pretoria, 1 juni 1964) is een Zuid-Afrikaans komiek en acteur. Casper de Vries is populair bij de Afrikaanstalige bevolking van Zuid-Afrika, waar hij zich op richt. Hij is ook schrijver en producent van zijn eigen shows.

## Achtergrond
Casper de Vries werd geboren en getogen in Pretoria. Als zoon van een Zuid-Afrikaanse vader en een Nederlandse moeder heeft De Vries een dubbele nationaliteit. Hij spreekt naast Afrikaans ook vloeiend Nederlands.

## Carrière
Casper ging drama/toneel studeren op de Universiteit van Stellenbosch. Zijn afstudeeropdracht (de voorstelling Hallo Suid-Afrika) was in 1986 direct het begin van zijn professionele carrière. Vanaf 1997 brengt De Vries zijn eigen onemanshows in de Afrikaanse taal. Vanaf de eerste show (Walgwors) is hij razend populair.

## Onemanshows
- Walgwors (1997)
- Wetter (1998)
- Toet & Taal (1999)
- Laat Daar Lag Wees (2000)/(2001)
- DiMensie (2002)
- Die Hits (2003)
- Snaaks Genoeg (2004)
- My Wêreld (2005)
- Die Beste Medisyne (2006; best of-voorstelling voor Nederland en Canada)
- Mondig (2007)
- BroedersAncestors (2009)
- Gaan Groot (2010)
- Vark in hel (2011)

## Televisie en film
Casper is een populaire televisiepersoonlijkheid. In de jaren 90 presenteerde hij het programma Devries, een homevideo-programma. Van 2001 tot en met 2003 schreef, produceerde en presenteerde hij een komische variëteitsshow onder de noemer Die Casper Rasper Show. Hieruit vloeide een humoristische soapachtige serie voort, Haak & Steek (2003/04).
Sinds 2007 is De Vries de presentator van Doen met 'n Miljoen, de Afrikaanse versie van Deal or no Deal

## Internationaal
Door de ongekende populariteit van De Vries heeft hij de mogelijkheid om buiten de landsgrenzen op te treden. Zo speelde hij inmiddels drie keer voor een uitverkocht London Palladium (het grootste theater in de stad!) en trad hij twee maal op in Canada en Nederland. 
De Nederlandse voorstellingen vonden plaats in 2005 (Theater aan de Parade in 's-Hertogenbosch) en in 2006 (De Kleine Komedie in Amsterdam). Tijdens de Nederlandse optredens improviseert hij graag over Nederlandse gebruiken en gewoontes en de banden met Zuid-Afrika en de Afrikaners.

## Privé
Casper de Vries is vrijgezel en woont in Johannesburg.

## Verwijzingen
- Casper De Vries home page
- Filmpjes van Casper de Vries